# Proteina precorritrice della beta-amiloide
La APP (Amyloid Precursor Protein) è una proteina transmembrana costituita da 770 amminoacidi; è nota per essere il precursore della beta amiloide, proteina che sembra essere coinvolta nell'eziopatogenesi della malattia di Alzheimer (AD) . Sebbene il ruolo della APP e delle sue isoforme debba essere ancora chiarito, essa sembra prender parte a numerosi processi fisiologici.

## Attività
Numerose sono le proprietà neuro protettive attribuite alla APP. È stato visto come l'aggiunta di APP a colture cellulari diminuisca i livelli intracellulari di calcio (Cai) mediante un processo proteina-kinasi dipendente. 
La APP è inoltre in grado di legarsi a numerose molecole di proteoglicani che ne ampliano il range di attività, come ad esempio la regolazione: dell'interazione neuroni-cellule e cellule-matrice, della crescita cellulare e della plasticità sinaptica.
Tra questi proteoglicani va ricordata l'eparina per la quale l'APP mostra due siti di legame, uno a livello dei residui 96-110 (HBD1) e l'altro a livello dei residui 316-337 (HBD2). La presenza o meno di eparina e di conseguenza la sua interazione con la APP influenza il legame tra APP e il collagene di tipo I e IV della matrice extracellulare, ciò presumibilmente è dovuto al fatto che la APP e l'eparina condividono lo stesso sito di legame per il collagene. Uno squilibrio nel rapporto eparina/APP potrebbe essere coinvolto nello sviluppo dell'AD.

## Produzione e metabolismo
Il gene che contiene l'informazione per la produzione della APP è situato sul cromosoma 21. La maggior parte della APP prodotta è degradata durante il processo di trasporto sulla superficie cellulare. Ciò è indice di una fine regolazione dell'attività di questa proteina. La APP venne scoperta nel 1987 mentre si stava ricercando il gene corrispondente alla sequenza amminoacidica della proteina beta amiloide. Quest'ultima, è stato dimostrato, si genera in seguito al processo di metabolismo della APP.
Il processo di degradazione della APP vede coinvolti tre enzimi: la α-, la β- e la γ-secretasi. Gli ultimi due danno il via al cosiddetto “pathway amiloidogenico” che porta alla formazione della β-amiloide sia 1-40 che 1-42. Si è a lungo pensato che la produzione di Aβ fosse dovuta ad un errato metabolismo del suo precursore, in realtà Aβ è un normale sottoprodotto della APP, presente anche in soggetti sani.
Durante il “pathway amiloidogenico” la β-secretasi agisce prima della γ-secretasi, producendo un frammento di APP C-terminale di circa 12 kDa. Il successivo intervento dell'enzima γ-secretasi nella porzione C-terminale porta alla formazione di Aβ 1-40 oppure di Aβ 1-42/3. Quest'ultimo considerato il più amiloidogenico e il più tossico a livello neuronale. La α-secretasi invece effettua il suo taglio proteolitico all'interno della sequenza di Aβ 1-42, impedendone così la formazione. A seguito dell'azione della α-secretasi si formano due sottoprodotti di APP, il frammento sAPPα e il frammento C83; quest'ultimo è ulteriormente metabolizzato dalla γ-secretasi che porta alla formazione di un ulteriore frammento, detto p3.

## Mutazioni
Data notevole importanza della APP nell'eziopatogenesi della malattia di Alzheimer, si sono ricercate su questa proteina eventuali mutazioni che potessero avere una correlazione con lo sviluppo precoce dell'Alzheimer familiare (early onset familial Alzheimer's disease – EO-FAD). Sulla APP sono state individuate numerose mutazioni di singoli o coppie di amminoacidi. Una mutazione a livello dell'amminoacido 717 (detta “London mutation”) fu la prima ad essere descritta e sembra causare un aumento del rapporto tra Aβ1-42/3:Aβ1-40 prodotti. Altre mutazioni sono state individuate a livello degli amminoacidi: 716 (Florida mutation), 723 (Australian mutation), 670/671 (Swedish double mutation), 693 (Dutch mutation), 692 (“Flemish” mutation).